# Automeris denhezorum
Automeris denhezorum é uma espécie de mariposa do gênero Automeris, da família Saturniidae.
Sua ocorrência foi registrada na Colômbia, Vale do Cauca, Los Andes, a 1.700 m de altitude.